# Europees kampioenschap hockey mannen 2009
Het Europees kampioenschap hockey voor mannen (2009) voor A-landen vond plaats van zaterdag 22 augustus tot en met zondag 30 augustus 2009 in Amstelveen, Nederland. Het was de twaalfde editie van dit internationale sportevenement. Het toernooi stond onder auspiciën van de Europese Hockey Federatie. Titelverdediger is Nederland. Tegelijkertijd speelden de vrouwen op dezelfde locatie ook om de Europese titel.

## Uitslagen voorronde

### Groep A
| Team       | G | W | GL | V | P | DV | DT |
| ---------- | - | - | -- | - | - | -- | -- |
| Engeland   | 3 | 2 | 1  | 0 | 7 | 17 | 6  |
| Duitsland  | 3 | 2 | 1  | 0 | 7 | 12 | 8  |
| België     | 3 | 1 | 0  | 2 | 3 | 5  | 10 |
| Oostenrijk | 3 | 0 | 0  | 3 | 0 | 1  | 11 |

| zo 23-08 | 13:30 | Engeland  | Oostenrijk | 5 - 0 |
|          | 17:30 | Duitsland | België     | 3 - 2 |
| ma 24-08 | 15:30 | België    | Oostenrijk | 3 - 0 |
|          | 17:30 | Duitsland | Engeland   | 4 - 4 |
| wo 26-08 | 13:30 | België    | Engeland   | 2 - 8 |
|          | 15:30 | Duitsland | Oostenrijk | 3 - 1 |

### Groep B
| Team      | G | W | GL | V | P | DV | DT |
| --------- | - | - | -- | - | - | -- | -- |
| Spanje    | 3 | 3 | 0  | 0 | 9 | 12 | 1  |
| Nederland | 3 | 2 | 0  | 1 | 6 | 15 | 3  |
| Frankrijk | 3 | 1 | 0  | 2 | 3 | 3  | 11 |
| Polen     | 3 | 0 | 0  | 3 | 0 | 3  | 18 |

| za 22-08 | 15:30 | Nederland | Polen     | 9 - 0 |
|          | 19:30 | Spanje    | Frankrijk | 3 - 0 |
| ma 24-08 | 13:30 | Polen     | Frankrijk | 2 - 3 |
|          | 19:30 | Nederland | Spanje    | 0 - 3 |
| wo 26-08 | 17:30 | Spanje    | Polen     | 6 - 1 |
|          | 19:30 | Frankrijk | Nederland | 0 - 6 |

De 2 eersten van elke groep plaatsen zich voor de halve finales en zijn bijgevolg gekwalificeerd voor het WK 2010 in India.

## Plaats 5 t/m 8
De nummers 3 en 4 van beide groepen spelen in een nieuwe groep om de plaatsen 5 t/m 8. Het resultaat tegen het andere team uit dezelfde voorrondegroep wordt meegenomen. De nummers 7 en 8 degraderen naar de B-groep.

### Groep C
| Team       | G | W | GL | V | P | DV | DT |
| ---------- | - | - | -- | - | - | -- | -- |
| België     | 3 | 3 | 0  | 0 | 9 | 15 | 0  |
| Frankrijk  | 3 | 2 | 0  | 1 | 6 | 6  | 11 |
| Oostenrijk | 3 | 1 | 0  | 2 | 3 | 7  | 10 |
| Polen      | 3 | 0 | 0  | 3 | 0 | 6  | 13 |

| vr 28-08 | 12:00 | Oostenrijk | Frankrijk | 2 - 3 |
|          | 14:00 | België     | Polen     | 5 - 0 |
| zo 30-08 | 8:30  | Oostenrijk | Polen     | 5 - 4 |
|          | 10:30 | België     | Frankrijk | 7 - 0 |

## Plaats 1 t/m 4
De nummer 1 uit de ene groep speelt in de halve finale tegen de nummer twee uit de andere groep. De winnaars spelen de finale, de verliezers om de derde plaats.
| Datum          | Nr. 1 Groep A | Score | Nr. 2 Groep B |
| -------------- | ------------- | ----- | ------------- |
| vr 28-08 16:00 | Nederland     | 1 - 2 | Engeland      |

| Datum          | Nr. 2 Groep A | Score | Nr. 1 Groep B |
| -------------- | ------------- | ----- | ------------- |
| vr 28-08 19:00 | Duitsland     | 2 - 1 | Spanje        |

## Finales
Plaats 3 en 4
| Datum          | Verliezer halve finale 1 | Score | Verliezer halve finale 2 |
| -------------- | ------------------------ | ----- | ------------------------ |
| zo 30-08 13:00 | Nederland                | 6 - 1 | Spanje                   |

Finale
| Datum          | Winnaar halve finale 1 | Score | Winnaar halve finale 2 |
| -------------- | ---------------------- | ----- | ---------------------- |
| zo 30-08 15:30 | Engeland               | 5 - 3 | Duitsland              |

| Europees kampioen 2009 |
| ---------------------- |
|                        |
| Engeland Eerste titel  |

## Eindrangschikking
Uitleg kleuren

Goud, zilver en brons = Medailles

Rood= Degraderen naar de B-groep
| Rang   | Land       |
| ------ | ---------- |
| Goud   | Engeland   |
| Zilver | Duitsland  |
| Brons  | Nederland  |
| 4      | Spanje     |
| 5      | België     |
| 6      | Frankrijk  |
| 7      | Oostenrijk |
| 8      | Polen      |